# Zemský okres Miltenberg
Zemský okres Miltenberg (německy Landkreis Miltenberg) je zemský okres v německé spolkové zemi Bavorsko, ve vládním obvodu Dolní Franky. Sídlem správy zemského okresu je město Miltenberg. Má přibližně 128 tisíc obyvatel. 

## Města a obce
Města:
1. Amorbach
2. Erlenbach am Main
3. Klingenberg am Main
4. Miltenberg
5. Obernburg am Main
6. Stadtprozelten
7. Wörth am Main

Obce:
1. Altenbuch
2. Bürgstadt
3. Collenberg
4. Dorfprozelten
5. Eichenbühl
6. Elsenfeld
7. Eschau
8. Faulbach
9. Großheubach
10. Großwallstadt
11. Hausen
12. Kirchzell
13. Kleinheubach
14. Kleinwallstadt
15. Laudenbach
16. Leidersbach
17. Mömlingen
18. Mönchberg
19. Neunkirchen
20. Niedernberg
21. Röllbach
22. Rüdenau
23. Schneeberg
24. Sulzbach am Main
25. Weilbach